# فريدرخ فيلهلم دوق براونشفايغ-فولفنبوتل
فريدرخ فيلهلم دوق براونشفايغ فولفنبوتل (الألمانية: Friedrich Wilhelm؛ 9 أكتوبر 1771 - 16 يونيو 1815)؛ كان دوق براونشفايغ لونيبورغ وأولش، كان المقلب بـ «الدوق الأسود»؛ كان ضابطاً عسكرياً بحيث قاد فرقة التي عرفت بـ«البراونشفاغيين السود» ضد الهيمنة الفرنسية في ألمانيا، بحيث حكم لفترة وجيزة لإمارة براونشفايغ-فولفنبوتل من 1806 حتى 1807 ومن ثَّم 1813 حتى وفاته في 1815.

## السيرة الذاتية
ولد الأمير فريدرخ في براونشفايغ بصفته الابن الرابع لكارل فيلهلم فرديناند دوق براونشفايغ-فولفنبوتل (في عيد ميلاد الستة والثلاثون) والأميرة أوغستا من بريطانيا العظمى، يعتبر جورج الرابع ملك المملكة المتحدة (في ذاك الوقت أمير ويلز) ابن خاله وصهره، وأيضا كان صديقه منذ 1811.
انضم إلى الجيش البروسي في عام 1789 كـ كابتن وأيضا شارك في حروب ضد فرنسا الثورية، في 1805 مع وفاة عمه فريدرخ أوغست دوق أولش دون ورثة، ورث عنه دوقية أولش هي إمارة صغيرة في سيليزيا تابعة للملك بروسيا.
في أكتوبر 1806 شارك في معركة يينا-أويرشتيد كـ لواء في الجيش البروسي، كان والده جنرال فيلد مارشال توفي والده بعد المعركة متأثراً بجراحه التي أُصيب بها في هذه المعركة، وبذلك ورث فريدرخ فيلهلم الدوقية عن والده لأن شقيقه الأكبر توفي قبل والده بشهرين وفي حين أخوته الكبار الآخرون تم استبعدهم بسبب تخلف العقلي، وبعد هزيمة بروسيا في الحرب التحالف الرابعة، أصبحت دوقيته حتى السيطرة الفرنسية بحيث ضمت إلى مملكة فستفالن النابليونية في عام 1807، هرب فريدرخ فيلهلم إلى حماه في بروخزال بدوقية بادن الكبرى التي أصبحت دولة ذات سيادة مع انحلال الإمبراطورية الرومانية المقدسة في 1806 على يد فرانتس الثاني، بحيث عاش هناك لفترة محدودة.
مع اندلاع الحرب التحالف الخامسة انتهز فريدرخ فيلهلم هذه الفرصة لإنشاء فيلق من المحاربين بدعم من الإمبراطورية النمساوية، كان يُطلق عليها بـ «البراونشفايغيين السود» لأنهم كانوا يرتدون الزي الأسود لحداد على بلادهم المحتلة، قام بتمويل هذا الفيلق بشكل مستقل عن طرق رهن إمارة أولش، وبذلك استطاع شق طريقه من بوهيميا النمساوية نحو ساكسونيا وفستفالن المواليات لفرنسا إلى بحر الشمال.
تمكن فريدرخ فيلهلم لفترة وجيزة من استعادة السيطرة على مدينة براونشفايغ في أغسطس 1809 مما أكسبه مكانة بطل الشعبي محلياً، ثم فر إلى بريطانيا لتوحيده قواته مع صهره لاحقاً جورج الرابع، ثم نقل قواته إلى قوات البريطانية، وتم منح الدوق رتبة فريق في الجيش البريطاني في 1 يوليو 1809، ولكن تم استنزاف أغلب قواته المكونة من 2300 جندي في معارك في إسبانيا والبرتغال أثناء الحرب في شبه الجزيرة الإيبيرية.
استطاع فريدرخ فيلهلم أن يعود إلى براونشفايغ في 1813، بعد أن أنهت بروسيا الهيمنة الفرنسية على براونشفايغ-لونيبورغ، وعندما عاد نابليون بونابرت في 1815 إلى الساحة السياسية خلال المئة يوم قام فريدرخ فيلهلم بجمع قواته، ومع ذلك قُتل برصاصة خلال معركة كواتر براس في 16 يونيو، بعد حضوره الليلة السابقة لاحتفال الرقص على شرف دوقة ريتشموند في بروكسل، واستطاع أن يظهر مهاراته القتالية ببارعة.

## الأسرة
في 1 نوفمبر 1802 تزوج في كارلسروه من ماري إليزابيث ابنة كارل لودفيغ أمير بادن الوراثي كان للزوجين ثلاثة أبناء قبل وفاة ماري من اضطراب النفاس بعد أربعة أيام من ولادة طفلها الميت.
- كارل (1804 - 1837).
- فيلهلم (1806 - 1884).
- ابنة ميتة (16 أبريل 1808).